# Mina Markovič
Mina Markovič, slovenska športna plezalka, * 23. november 1987, Maribor. 
Mina Markovič je športna plezalka ki se je od leta 2010 uvrščala na 1 ali 2 mesto na tekmah za svetovni pokal. Je trikratna zmagovalka svetovnega pokala  v disciplini težavnost v letih 2011,2012 in 2015, v kombinaciji vseh plezalnih disciplin  (balvani, težavnost in hitrost) pa v letih 2011,2012 in 2013. V letih 2010, 2013 in 2014 je v skupnem seštevku osvojila 2 mesto.
Leta 2013 je osvojila zlato medaljo na svetovnih igrah in legendarni master v Arco. Na evropskih prvenstvih je osvojila eno zlato (2015), dve srebrni in eno bronasto medaljo. Na svetovnih prvenstvih je osvojila eno srebrno  (težavnost, Gijon Španija 2014) in tri bronaste medalje (težavnost, Pariz 2016 in  kombinacija Xining Kitajska 2009 ter Gijon Španija 2014). Tekom kariere je na mednarodnih tekmovanjih v organizaciji IFSC osvojila 65 mednarodnih medalj. 
Leta 2011 je prejela Bloudkovo plaketo za »pomemben tekmovalni dosežek v športu«, leto kasneje pa še Bloudkovo nagrado. 2 x je prejela nagrado za najboljšo tekmovalko leta (LaSportiva competition award, 2011 in 2015, ki jo podeljujejo v Arcu). 
Je prva Slovenka, s preplezano smerjo z oceno 9a (La Fabela Pa La Enimenda, St. Linija, 2015). Kasneje je preplezala še dve smeri težavnosti 9a (Halupca 1979 in Waterworld v Ospu, Slovenija 2021). Na pogled je uspela v smereh do 8b+ (Humildes pa casa, Oliana, 2015) in flash 8b+ (Milenium, Mišja peč, Slovenija 2014).
Tekmovalno kariero je zaključila leta 2021 v Kranju. Po tekmovalni kareieri se ukvarja s plezanjem v skali, študijem psihologije in specializaciji v psihologiji športa. Prav tako je aktivna članica mednarodne organizacije psihologov v športnem plezanju (International Association of Psychologists in Climbing - IAPSYC). Poučuje plezanje, predava in predaja znanje mlajšim generacijam doma in v tujini.